# Edward Cassidy
Edward Idris Cassidy (ur. 5 lipca 1924 w Sydney, zm. 10 kwietnia 2021 tamże) – australijski duchowny katolicki, dyplomata watykański, wysoki urzędnik Kurii Rzymskiej, kardynał.

## Życiorys
Studiował w Seminarium Św. Kolumbana w Springwood i Kolegium Św. Patryka w Manly, przyjął święcenia kapłańskie 23 lipca 1949. Pracował jako duszpasterz w diecezji Wagga Wagga, a w 1952 wyjechał na dalsze studia do Rzymu. Obronił doktorat z prawa kanonicznego na Papieskim Uniwersytecie Laterańskim i uzyskał przygotowanie dyplomatyczne w Papieskiej Akademii Duchownej. W 1955 podjął pracę w służbie dyplomatycznej Watykanu. W latach 1955–1962 był sekretarzem internuncjatury w Indiach, otrzymał w tym czasie tytuł nadzwyczajnego tajnego szambelana papieskiego (3 lipca 1956). Lata 1962–1967 spędził na placówce w Irlandii (audytor nuncjatury), 1967–1969 w Salwadorze (radca nuncjatury), 1969–1970 w Argentynie (radca nuncjatury).
27 października 1970 został mianowany arcybiskupem tytularnym Amantia i pronuncjuszem w Chinach (na Tajwanie). Sakry biskupiej udzielił mu 15 listopada 1970 kardynał Jean Villot, sekretarz stanu. Arcybiskup Cassidy pełnił następnie funkcje: pronuncjusza w Bangladeszu (styczeń 1973), delegata apostolskiego w Południowej Afryce i pronuncjusza w Lesotho (marzec 1979), pronuncjusza w Holandii (listopad 1984). W marcu 1988 przeszedł na stanowisko substytuta w Sekretariacie Stanu ds. ogólnych, w grudniu 1989 został mianowany przewodniczącym Papieskiej Rady do spraw Popierania Jedności Chrześcijan. Brał udział w wielu sesjach Światowego Synodu Biskupów w Watykanie, pełnił funkcję prezydenta-delegata sesji specjalnej poświęconej Kościołowi w Oceanii w listopadzie i grudniu 1998.
28 czerwca 1991 Jan Paweł II wyniósł go do godności kardynalskiej, nadając diakonię S. Maria in Via Lata. Kardynał Cassidy był m.in. specjalnym wysłannikiem papieża na uroczystościach rocznicowych 400-lecia Unii Brzeskiej na Ukrainie w maju 1996. Po osiągnięciu wieku emerytalnego, w marcu 2001 został zwolniony z obowiązków przewodniczącego Papieskiej Rady Promowania Jedności Chrześcijan (zastąpił go niemiecki kardynał Walter Kasper).
W lutym 2002 został promowany do rangi kardynała prezbitera, zachował diakonię S. Maria in Via Lata jako tytuł prezbiterski na zasadzie pro illa vice. Po ukończeniu 80 lat (w lipcu 2004) utracił prawo udziału w konklawe i nie mógł wziąć udziału w wyborze następcy Jana Pawła II.
Zmarł 10 kwietnia 2021.

## Odznaczenia
- Towarzysz Orderu Australii
- Krzyż Wielki Orderu Zasługi Republiki Włoskiej (1988)[2]